# Eternamente (álbum de Koinonya)
Eternamente é o quarto álbum de estúdio do Koinonya, gravado e lançado em 1991.
Último disco da banda com produção musical e participação de Asaph Borba, é na obra em que o grupo recebe uma maior quantidade de integrantes e compositores, incluindo o tecladista e baterista Willen Soares que, mais tarde, seria produtor da maioria dos discos do grupo. A obra, assim como a anterior, foi gravada no estúdio Life, em Porto Alegre e recebeu participações de músicos de Goiânia e da capital gaúcha.

## Faixas
1. "Medley: Te Louvamos/Oferta de Amor"
2. "Digno"
3. "Anjos de Deus"
4. "Fruto da Aliança"
5. "Medley: Leão de Judá Prevaleceu/Tua, Senhor, é a Força"
6. "Ouve Ó Deus"
7. "Grandes Obras"
8. "Eu Decidi"
9. "Eternamente"